# Мин-Чынар
Мин-Чынар (кирг. Миң-Чынар) — село в Кадамжайском районе Баткенской области Кыргызстана. Входит в состав айылного аймака Ак-Турпак.

## География
Село расположено в восточной части области, на расстоянии приблизительно 48 километров (по прямой) к северо-западу от города Кадамжай, административного центра района. Абсолютная высота — 628 метров над уровнем моря.

## Население
Согласно оценочным данным Национального статистического комитета Кыргызской Республики, численность населения села на начало 2023 года составляла 4697 человек.
| год     | 2009 | 2014 | 2015 | 2020 | 2021 | 2023 |
| ------- | ---- | ---- | ---- | ---- | ---- | ---- |
| человек | 2955 | 3441 | 3558 | 4449 | 4472 | 4697 |